# Cecilia Loftus
Cecilia Loftus, nata Marie Cecilia Loftus Brown, (Glasgow, 22 ottobre 1876 – New York, 12 luglio 1943), è stata un'attrice, cantante e mimo britannica, conosciuta anche come Cissie Loftus o Cecilia 'Cissie' Loftus. Era soprannominata The Queen of Mimics.
Molto conosciuta per i suoi spettacoli nel vaudeville e nel music hall a cavallo degli anni di fine Ottocento e primo Novecento, lavorò negli USA anche per il cinema, interpretando una dozzina di film dal 1913 al 1941.

## Biografia
Cissie Loftus era nata in Scozia da una famiglia di artisti: suo padre faceva parte di un gruppo di successo del teatro di varietà, i Brown, Newland & Le Clerc; sua madre, attrice di vaudeville e di music hall, la mise al mondo quando aveva 18 anni.
A Cissie venne data un'educazione cattolica alla St Mary's School di Blackpool, in Inghilterra (attualmente, la scuola ha assunto il nome di St. Mary's Catholic College).
Nel luglio 1893, a 17 anni, Cissie fece il suo debutto teatrale sul palcoscenico dell'Oxford Music Hall di Londra.

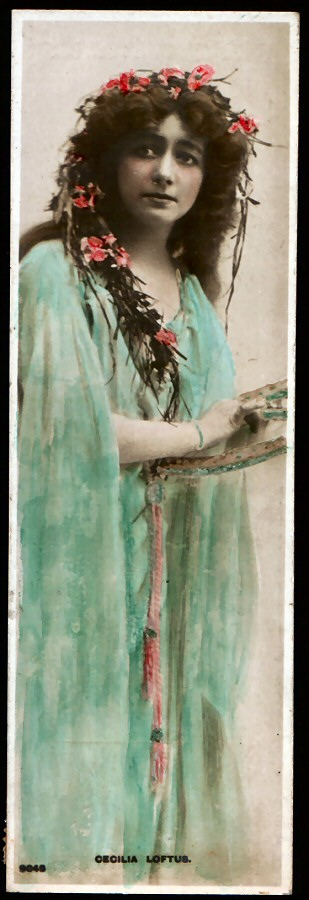
Cecilia Loftus (1903)

### Carriera teatrale
Nel 1894, esordì negli Stati Uniti in uno spettacolo di vaudeville al Lyceum Theatre di New York. Partì poi in tournée con la Ada Rehan Company e con la Augustin Daly Company. Per un breve periodo, tornò a lavorare in patria. Di nuovo negli USA, venne notata da sir Henry Irving che, nel 1901, la volle in una sua commedia, affidandole la parte sostenuta in precedenza da Ellen Terry.
Nel 1905, Cecilia Loftus tentò con successo anche il teatro drammatico, interpretando Nora in una versione di Casa di bambola di Henrik Ibsen. Nel 1914, fu Desdemona nell'Otello messo in scena al Lyric Theatre di New York.

### Carriera cinematografica
A 37 anni, nel 1913, girò il suo primo film per la Famous Players Film Company, A Lady of Quality, versione cinematografica di un lavoro teatrale di Frances Hodgson Burnett, dove recitò a fianco di House Peters. Anche il suo secondo (e ultimo) film muto, Diana of Dobson's fu tratto da una commedia ma questa volta girato nel Regno Unito, e prodotto dalla Barker, una piccola compagnia attiva solo dal 1910 al 1919.
Dopo una lunga parentesi di lontananza dagli schermi che durò dodici anni, nel 1931 tornò al cinema sotto la direzione di Frank Lloyd nel film Ripudiata. Negli anni trenta e poi nei quaranta, girò una serie di pellicole dove interpretò ruoli di contorno di signore avanti con gli anni: mamme, zie o nonne. Il suo ultimo film, The Black Cat, è del 1941: una storia tratta da Edgar Allan Poe dove recitò con Bela Lugosi, Basil Rathbone, Gale Sondergaard e Alan Ladd.

### Vita privata
Cecilia Loftus morì il 12 luglio 1943, all'età di 66 anni, al Lincoln Hotel di New York per un attacco cardiaco. Da tempo era sofferente di cuore e subiva gli effetti provocati dall'alcolismo.

## Filmografia
- A Lady of Quality, regia di J. Searle Dawley (1913)
- Diana of Dobson's (1917)
- Ripudiata (East Lynne), regia di Frank Lloyd (1931)
- Fiamme di gelosia (Doctors' Wives), regia di Frank Borzage (1931)
- Young Sinners, regia di John G. Blystone (1931)
- Once in a Blue Moon, regia di Ben Hecht e Charles MacArthur  (1935)
- Il grande amore (The Old Maid), regia di Edmund Goulding (1939)
- On Dress Parade, regia di William Clemens e Noel M. Smith (non accreditato) (1939)
- Alla ricerca della felicità (The Blue Bird), regia di Walter Lang (1940)
- Questa è la vita (It's a Date), regia di William A. Seiter (1940)
- Il ponte dell'amore (Lucky Partners), regia di Lewis Milestone (1940)
- The Black Cat, regia di Albert S. Rogell (1941)